# Trisetella triaristella
Trisetella triaristella là một loài thực vật có hoa trong họ Lan. Loài này được (Rchb.f.) Luer miêu tả khoa học đầu tiên năm 1980.

## Hình ảnh

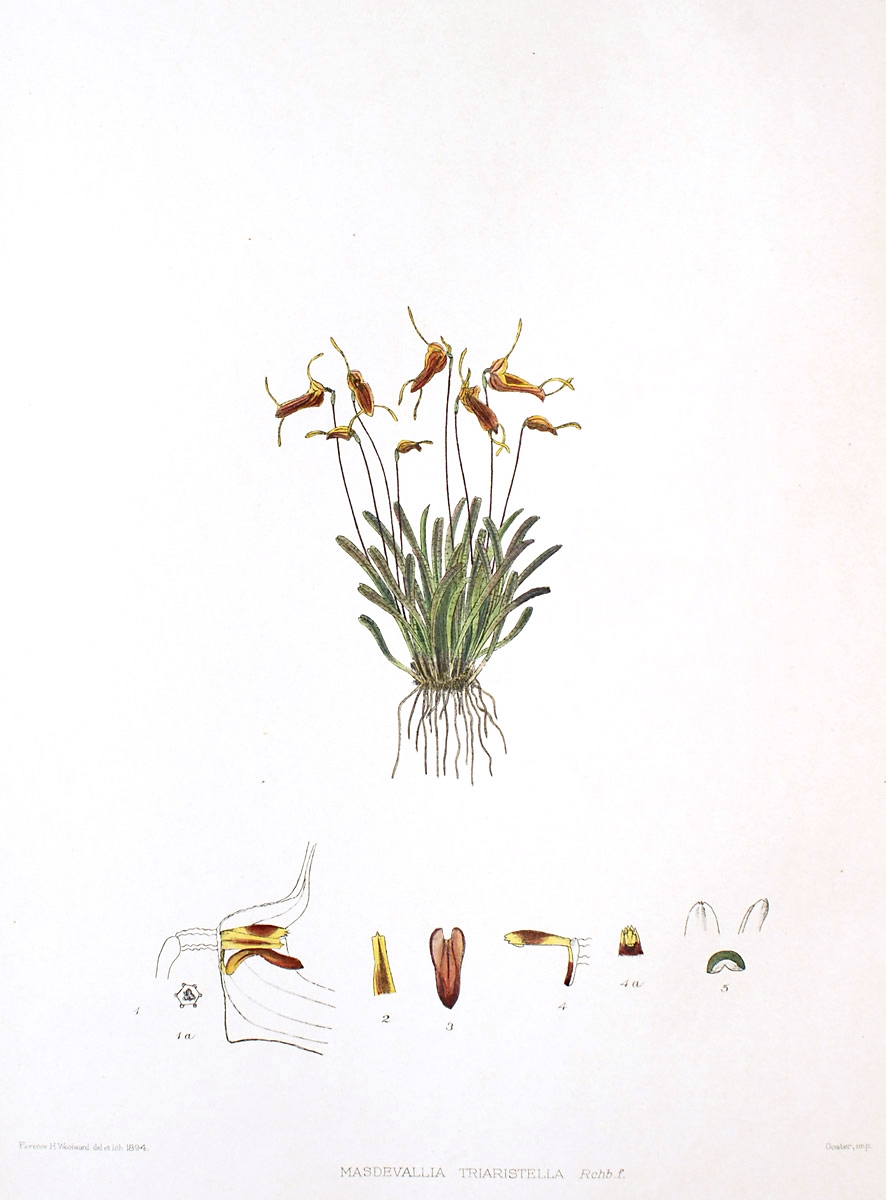